# Pedro Pinheiro Chaves
Pedro Pinheiro Chaves, mais conhecido como Pedro Chaves, (São Domingos (Goiás), 28 de agosto de 1958) é um político brasileiro, atualmente senador da República pelo estado de Goiás, filiado ao Movimento Democrático Brasileiro (MDB).
Em 1º de julho de 2025, assumiu temporariamente o cargo no Senado Federal como primeiro suplente do senador Vanderlan Cardoso (PSD), que se licenciou por 120 dias.
Filho de Pedro Celestino Chaves e Maria Pinheiro Chaves, foi deputado federal pelo estado de Goiás nas legislaturas 1999-2003, 2003-2007, 2007-2011, 2011-2015 e 2015-2019.
Votou a favor do Processo de impeachment de Dilma Rousseff. Posteriormente, votou a favor da PEC do Teto dos Gastos Públicos. Em abril de 2017 foi favorável à Reforma Trabalhista.  Em agosto de 2017 votou contra o processo em que se pedia abertura de investigação do então Presidente Michel Temer, ajudando a arquivar a denúncia do Ministério Público Federal.